# Ульссон, Ларс
Ларс Ульссон (швед. Lars Olsson; 13 октября 1932 года, Турсбю, Вермланд) — шведский лыжник, чемпион мира 1962 года.

## Карьера
На Олимпийских играх 1960 года в Скво-Вэлли, занял 4-е место в эстафетной гонке.
На Олимпийских играх 1964 года в Иннсбруке, был 16-м в гонке на 15 км.
На чемпионате мира 1962 года в Закопане завоевал золотую медаль в эстафетной гонке, кроме того был 8-м в гонке на 15 км.